# Coup d'État bulgare de 1923

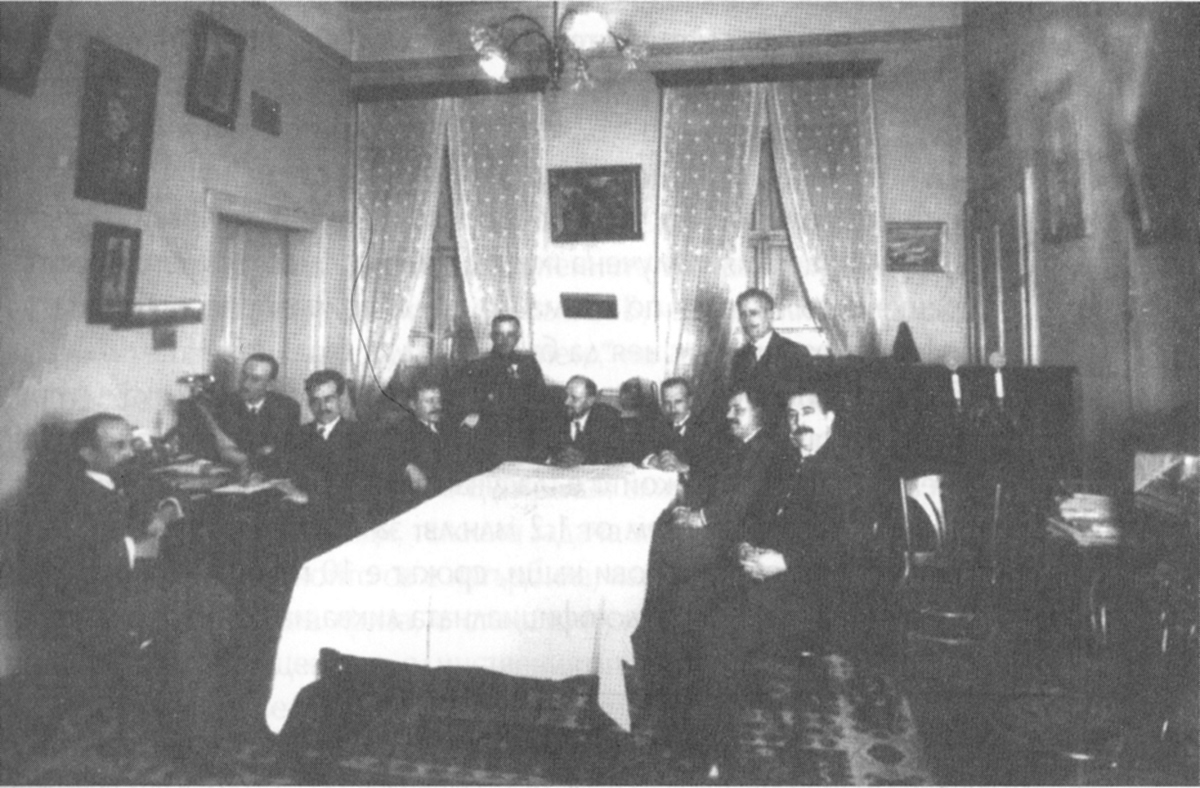
Dirigeants du coup d'État du 9 juin au domicile d'Ivan Rusev (reconstitution ultérieure). De gauche à droite : Dimo Kazasov, Kimon Georgiev, Nikola Rachev, Yanaki Mollov, Ivan Valkov, Alexander Tsankov, Hristo Kalfov, Ivan Rusev, Petar Todorov, Tsviatko Boboshevski

Le coup d’État du 9 juin 1923, aussi appelé coup d’État bulgare de 1923 (Bulgare: Деветоюнски преврат, Devetoyunski prevrat), est un putsch orchestré par la Ligue militaire dans la nuit du 8 et 9 juin 1923. Le régime agrarien d’Alexandre Stambolijski, premier ministre du Royaume de Bulgarie, est renversé et remplacé par un gouvernement conservateur dirigé par Alexandre Tsankov.

## Les circonstances
Fort du succès électoral de son parti aux législatives de mars 1920, le Premier ministre Alexandre Stambolijski forme, dans le mois qui suit, un nouveau gouvernement composé uniquement de membres du parti agraire. L’objectif de ce parti est de transformer entièrement les structures politiques, économiques et sociales du pays en faveur des plus démunis. De nombreuses mesures sont ainsi réalisées en ce sens, dont la plus significative est la réforme agraire. Toutefois, les milieux traditionnels aisés, désavantagés par ces réformes, protestent contre les mesures du nouveau régime.
Se sentant menacé, Stambolijski radicalise les méthodes brutales de son régime et a recours à la Garde orange, la milice du régime. Se transformant peu à peu en véritable dictateur, Stambolijski arrête sans ménagement ses principaux opposants en 1922. La fonction publique, l’armée, la police sont au fur et à mesure purgées de ses membres hostiles au régime. Intellectuels, anciens officiers, bourgeois, riches paysans et opposants s’unissent alors ensemble pour faire face au gouvernement. Mais après les élections d’avril 1923, où les agrariens remportent 87 % des sièges, l’opposition comprit qu’elle ne pourrait pas renverser Stambolijski par la voix parlementaire.

## Le coup d’État
L’opposition décide de profiter des vacances de Stambolijski pour passer à l'action. C'est la Ligue militaire du général Ivan Valkov (en) qui dirige l'opération. Cette organisation secrète fondée en 1919, avait caché après la Première Guerre mondiale une partie des munitions et des armes de l’armée, avant que le traité de paix ne désarme la Bulgarie.
Dans la nuit du 8 au 9 juin 1923 et dans une improvisation complète, des patrouilles militaires commencent à bloquer les rues de la capitale Sofia. Ils arrêtent tous les ministres, qui n’opposent pas de résistance, et forcent les habitants à rester à leur domicile. Ce n’est qu'à 11 heures, après la levée du blocus, que les Sofiotes apprennent par des affiches placardées dans la rue qu’un coup d'État a eu lieu dans la nuit et qu’un nouveau gouvernement vient d'être formé. C'est un civil de droite conservatrice qui prend la tête du pays, le professeur Alexandre Tsankov ; la Ligue militaire savait qu’un gouvernement militaire ne serait ni populaire en Bulgarie, ni accepté par ses voisins et vainqueurs.
Le coup d’État est relativement bien accepté par la population, du fait du fossé qui s’était creusé entre elle et le gouvernement agrarien. Il reçoit également l’approbation de nombreuses organisations et syndicats, mais étrangement, pas celui du tsar Boris III qui, pourtant, était devenu le quasi-prisonnier d’Alexandre Stambolijski.
Malgré ce que put dire les Éditions de Sofia de la période communiste, Boris III n’était pas de connivence avec les putschistes. Alors que Tsankov se rend au palais de Vrana pour recevoir l’aval du tsar au coup d'État, Boris III, ayant appris la nouvelle, s'isole pour réfléchir à la situation. Ce n'est qu'après six heures d'attente que le souverain accepte de le recevoir afin que Tsankov lui expose les causes et les raisons du putsch. Mais Boris III refuse de soutenir le mouvement, soulignant que le coup porte atteinte aux prérogatives du chef de l'État et qu'il est dirigé contre les prescriptions de la constitution. Après une longue discussion, Tsankov explique que son refus serait fatal pour la dynastie et que même en cas de veto, le coup d'État sera accompli. Boris III finit par céder et signe les décrets légitimant le nouveau gouvernement. Immédiatement après cela, le tsar ajoute : « Prenez toutes les mesures, Messieurs, pour que la vie de tous soit conservée. Nous ne devons pas verser une goutte de sang bulgare ! »
Quant au Premier ministre déchu, Alexandre Stambolijski, en vacances dans son village natal de Slavovitsa, il tente d'organiser la résistance mais, capturé, il est torturé et tué d’une manière répugnante.

## Les conséquences
Au lendemain de la chute des agrariens, le Parti Communiste Bulgare (PCB) est une des organisations qui condamnent le plus sévèrement le régime de Stambolijski. En effet, les communistes sous ce dernier furent persécutés, du fait de leur différend sur la propriété privée que les agrariens soutenaient fermement. Mais la direction du Kominterm, étonnée par cette réaction, accuse alors le PCB d’inertie et lui demande d’y remédier. Suivant les conseils de Moscou, les communistes s’allieront avec les agrariens et fomenteront l’insurrection du 23 septembre 1923.

## Sources
- ASLANIAN Dimitrina, Histoire de la Bulgarie de l’Antiquité à nos jours. Éditions Trimontium, 2e édition, Versailles, 2004. 510 p.
- NIKOLAEV N. P., La destinée tragique d’un roi. Éditions Uppsala. 1952, 232 p.